# شون ويليامز
شون ويليامز (بالإنجليزية: Shaun Williams) (19 أكتوبر 1986 بدبلن في جمهورية أيرلندا - ) هو لاعب كرة قدم أيرلندي في مركز الدفاع. شارك مع منتخب جمهورية أيرلندا تحت 21 سنة لكرة القدم ومنتخب جمهورية أيرلندا تحت 23 سنة لكرة القدم ‏. أما مع النوادي، فقد لعب مع درودا يونايتد وميلتون كينز دونز ونادي دوندالك ونادي ميلوول وSporting Fingal F.C. ‏ ونادي فين هاربز ودوري أيرلندا الحادي عشر ‏.

## وصلات خارجية
- شون ويليامز على موقع الاتحاد الأوربي (الإنجليزية)
- شون ويليامز على موقع قاعدة بيانات كرة القدم.إي يو (الإنجليزية)
- شون ويليامز على موقع ناشيونال فوتبول تيمز (الإنجليزية)
- شون ويليامز على موقع Soccerbase.com (لاعب) (الإنجليزية)
- شون ويليامز على موقع Soccerway.com (الإنجليزية)
- شون ويليامز على موقع عالم كرة القدم.نت (الإنجليزية)